# Hiéroglyphe égyptien E30
Pour les articles homonymes, voir Bouquetin.
Le bouquetin, en hiéroglyphes égyptiens, est classifié dans la section E « Mammifères » de la liste de Gardiner ; il y est noté E30.

## Représentation
Il représente un bouquetin de Nubie (Capra nubiana).

## Utilisation
| n · F40 | E30 |

| n · F40 | E30 |